# Duje Ajduković
Duje Ajduković (né le 5 février 2001) est un joueur de tennis croate.

## Carrière professionnelle
Ajduković a fait ses débuts sur le circuit principal à Umag, où il reçoit une wildcard pour les tableaux principaux du simple et du double.
En août 2023, Ajdukovic remporte son premier titre Challenger à Lüdenscheid, en Allemagne, après avoir sorti des qualifications, battant Hugo Dellien en finale en trois sets.

### 2024: Première demi-finale ATP, ATP 500 et débuts dans le top 105
2024 est l'année de la révélation pour Ajdukovic. Il se qualifie notamment pour son premier ATP 500 à Barcelone.
Il atteint sa première demi-finale sur le circuit principal à Bastad, où après être sorti des qualifications, il bat Luca Van Assche, la tête de série 8 Pavel Kotov et Thiago Monteiro. Il finit par perdre contre Rafael Nadal en trois sets. Il a ainsi atteint le top 110 du classement le 22 juillet 2024.
Après son deuxième titre Challenger à Manacor, après une victoire sur Matteo Gigante en finale, il atteint le top 105 du classement le 9 septembre 2024,.

## Classements ATP en fin de saison
| Année          | 2018 | 2019 | 2020 | 2021 | 2022 | 2023 | 2024 |
| Rang en simple | 754  | 594  | 379  | 272  | 396  | 143  | 142  |
| Rang en double | 1176 | 839  | 819  | 564  | 928  | 1337 | 859  |

Source : (en) Classements de Duje Ajduković sur le site officiel de la Fédération internationale de tennis